# Abraracourcix
Abraracourcix – wymarły rodzaj pluskwiaków z podrzędu fulgorokształtnych i rodziny Ricaniidae. Żył w eocenie na terenie obecnej Francji.

## Taksonomia
Gatunek i rodzaj zostały opisane w 2011 roku przez Adama Stroińskiego i Jacka Szwedo z Muzeum i Instytutu Zoologii Polskiej Akademii Nauk w Warszawie. Opisu dokonano na podstawie inkluzji pojedynczego okazu w bursztynie z Oise, odnalezionym w gminie Le Quesnoy we francuskim departamencie Oise. Ów holotyp zdeponowany został na Wydziale Entomologii Muzeum Historii Naturalnej w Paryżu. Skamieniałość datowana jest na wczesny eocen.
Nazwa rodzajowa Abraracourcix wywodzi się od oryginalnego, francuskiego imienia Asparanoiksa, wodza wioski Galów z serii komiksów o Asteriksie. Z kolei epitet gatunkowy curvivenatus nawiązuje do licznych, faliście pozakrzywianych żyłek na przednim skrzydle owada.

## Morfologia
Pluskwiak ten osiągał około 9,2 mm długości i około 3,9 mm szerokości. Przedplecze jego miało przednią krawędź łukowatą, tylną zaś z wklęśnięciem pośrodku. Na powierzchni przedplecza występowało wyraźne żeberko środkowe, natomiast wciski po bokach były słabo zaznaczone. Wydłużone, wyraźnie dłuższe niż środek przedplecza śródplecze miało sięgające tarczki żeberko środkowe, połączone z nim u nasady i dochodzące prawie do tylnej krawędzi żeberka boczne, natomiast pozbawione było żeberek przednio-bocznych. Przednie skrzydło (tegmina) było około 2,35 raza dłuższe niż szerokie, o łukowatej krawędzi wierzchołkowej i szeroko zaokrąglonych kątach szczytowym i klawalnym. Jego użyłkowanie odznacza się licznymi, falistymi żyłkami podłużnymi. Gęsta sieć pojedynczych i prostych żyłek poprzecznych dzieli komórkę kostalną na wiele prawie kwadratowych mniejszych komórek. Komórka bazalna jest dłuższa niż szeroka. Żyłka subkostalna i radialna mają krótki wspólny trzon (Sc+R), a zakończenia ich odgałęzień zajmują aż ¾ wierzchołkowej krawędzi skrzydła. Trzon żyłki medialnej (M) rozwidla się za wysokością pierwszego rozwidlenia żyłki kubitalnej przedniej (CuA) na pojedynczą gałąź M1+2 oraz gałąź M3+4, która to rozwidla się na M3 i M4, a daje później więcej odgałęzień niż gałąź Sc+RA. Międzykrywka pozbawiona jest żyłek poprzecznych, a jej wierzchołek wyraźnie przekracza ¾ długości przedniego skrzydła. Rozgałęzienie się żyłki posterokubitalnej (Pcu) i pierwszej żyłki analnej (A1) ma miejsce w mniej więcej połowie długości międzykrywki. Długość komórek apikalnych jest wyraźnie większa niż komórek preapikalnych.

## Paleoekologia
Owad ten zasiedlał lasy Basenu Paryskiego. Żywica, w której został zatopiony, wytworzona została przez drzewa okrytonasienne z rodziny brezylkowatych. Choć w lasach tych dominował Aulacoxylon sparnacense, to badanie mikroskopowe wskazuje jako źródło żywicy drzewa z rodzaju Daniellia, zaś molekularna analiza chemiczna – przedstawicieli rodzaju Hymenaea. W skład bogatej fauny tych lasów wchodziły prakopytne, nieparzystokopytne, niewielkie naczelne z rodzaju Teilhardina oraz ponad 300 opisanych dotąd gatunków stawonogów. Z tej samej lokalizacji co Abraracourcix pochodzą skamieniałości m.in. pająków z rodzajów: Cenotextricella, Quamtana i Selenops, ważek z grupy Eurypalpida, pluskwiaków z rodzajów: Clodionus, Eopiesma, Isaraselis, Lukotekia, Mnaomaia, Oisedicus, Ordralfabetix i Stalisyne, wciornastków  z rodzaju Uzelothrips, psotników z rodzajów Amphientomum, Archipsocus, Embidopsocus, Eoempheria, Eolachesilla, Eomanicapsocus, Eoprotroctopsocus, Eorhyopsocus, Psyllipsocus, Tapinella, Thylacella, termitów z rodzajów Electrotermes i Mastotermes, modliszek z rodzin Chaeteessidae i Mantoididae, skorków z rodzaju Chelisoficula, prostoskrzydłych z rodzaju Guntheridactylus, straszyków z rodzaju Gallophasma, chrząszczy z rodzajów: Bertinotus, Boleopsis, Colotes, Corticaria, Cupes, Cyphon, Eopeplus, Micromalthus, Nephus, Oisegenius, Oisenodes, Palaeoestes, Palaeotanaos, Pastillocenicus, Rhyzobius, Scirtes, Smicrips, wielkoskrzydłych z rodzaju Eosialis, sieciarek z rodzajów: Coniopteryx, Oisea, Paleosisyra i Parasemidalis, błonkówek z rodzajów: Eopison, Paleoscleroderma, Pison, Platythyrea, Pristocera oraz muchówek z rodzajów: Ablabesmyia, Brundiniella, Chaetocladius, Chasmatonotoides, Coelotanypus, Corynoneura, Electroxylomyia, Endochironomus, Eoatrichops, Lappodiamesa, Lestremia, Microphorites, Megacentron, Microtendipes, Monodiamesa, Neurolyga, Nilotanypus, Pagastia, Paratendipes, Palaeognoriste, Plecia, Ploegia, Proacoenonia, Procladius, Prolipiniella, Pseudochasmatonotus, Rheosmittia, Spinorthocladius i Tokunagaia.